# Stade de Guentrange
Le stade de Guentrange est l'enceinte sportive principale de l'agglomération Portes de France-Thionville. C'est un stade omnisports consacré principalement au football et utilisé par l'US Thionville Lusitanos, club de National 2.

## Repères historiques
Le stade de Guentrange est inauguré en 1964. La capacité du stade est de 3 025 places environ (bien qu'en réalité la capacité de ce dernier puisse être plus conséquente avec les virages autour du terrain).

L'entrée principale du stade

Avec le stade Jeanne d'Arc situé au centre de Thionville, le stade de Guentrange accueille les rencontres de football du club de la ville, l'US Thionville Lusitanos (Thionville FC à l'époque).
En 2014, la FFF prononce que le stade de Guentrange est au niveau 4 fédéral jusqu'au 31 décembre 2024 avec la CFTIS qui conseille les collectivités et porteurs de projet en formulant des avis préalables avec la volonté d’accompagner les évolutions des installations le plus en amont possible.
En 2019, avec son label "ville sportive", Thionville décide de lancer un projet de rénovation des infrastructures sportives de la ville. Ainsi, le stade de Guentrange dispose d'une enveloppe de 400 000€ pour sa rénovation qui contient la rénovation des vestiaires, de l'éclairage du stade et de sa pelouse par une entreprise spécialisée.

## Records d'affluences
Le tableau ci-dessous montre les 20 plus gros records d'affluences de l'US Thionville Lusitanos au stade de Guentrange.
| Dates     | Face à              | Spectateurs | Championnat/Coupe |
| 1979-1980 | AJ Auxerre          | 5206        | Division 2        |
| 1980-1981 | Brest Armorique FC  | 5017        | Division 2        |
| 1980-1981 | Paris FC            | 4455        | Division 2        |
| 1980-1981 | Stade de Reims      | 4320        | Division 2        |
| 2023-2024 | FC Annecy           | 4000        | Coupe de France   |
| 1980-1981 | US Nœux-les-Mines   | 3800        | Division 2        |
| 1979-1980 | AS Béziers          | 3791        | Division 2        |
| 1980-1981 | FC Rouen            | 3694        | Division 2        |
| 1980-1981 | Limoges FC          | 3542        | Division 2        |
| 1979-1980 | FC Mulhouse         | 3331        | Division 2        |
| 1980-1981 | Havre AC            | 3013        | Division 2        |
| 2024-2025 | Valenciennes FC     | 3000        | Coupe de France   |
| 1979-1980 | AS Cannes           | 2607        | Division 2        |
| 1979-1980 | Olympique d'Alès    | 2543        | Division 2        |
| 2023-2024 | Stade de Reims rés. | 2520        | National 3        |
| 1980-1981 | Stade quimpérois    | 2198        | Division 2        |
| 1980-1981 | AAJ Blois           | 2059        | Division 2        |
| 2023-2024 | RC Strasbourg rés.  | 2050        | National 3        |
| 1979-1980 | SR Saint-Dié        | 1968        | Division 2        |
| 1980-1981 | LB Châteauroux      | 1968        | Division 2        |

## Architecture

Vue sur la tribune principale du stade

Le stade de Guentrange possède une tribune centrale couverte avec des sièges ainsi que des "virages" autour du terrain et de la piste d'athlétisme.

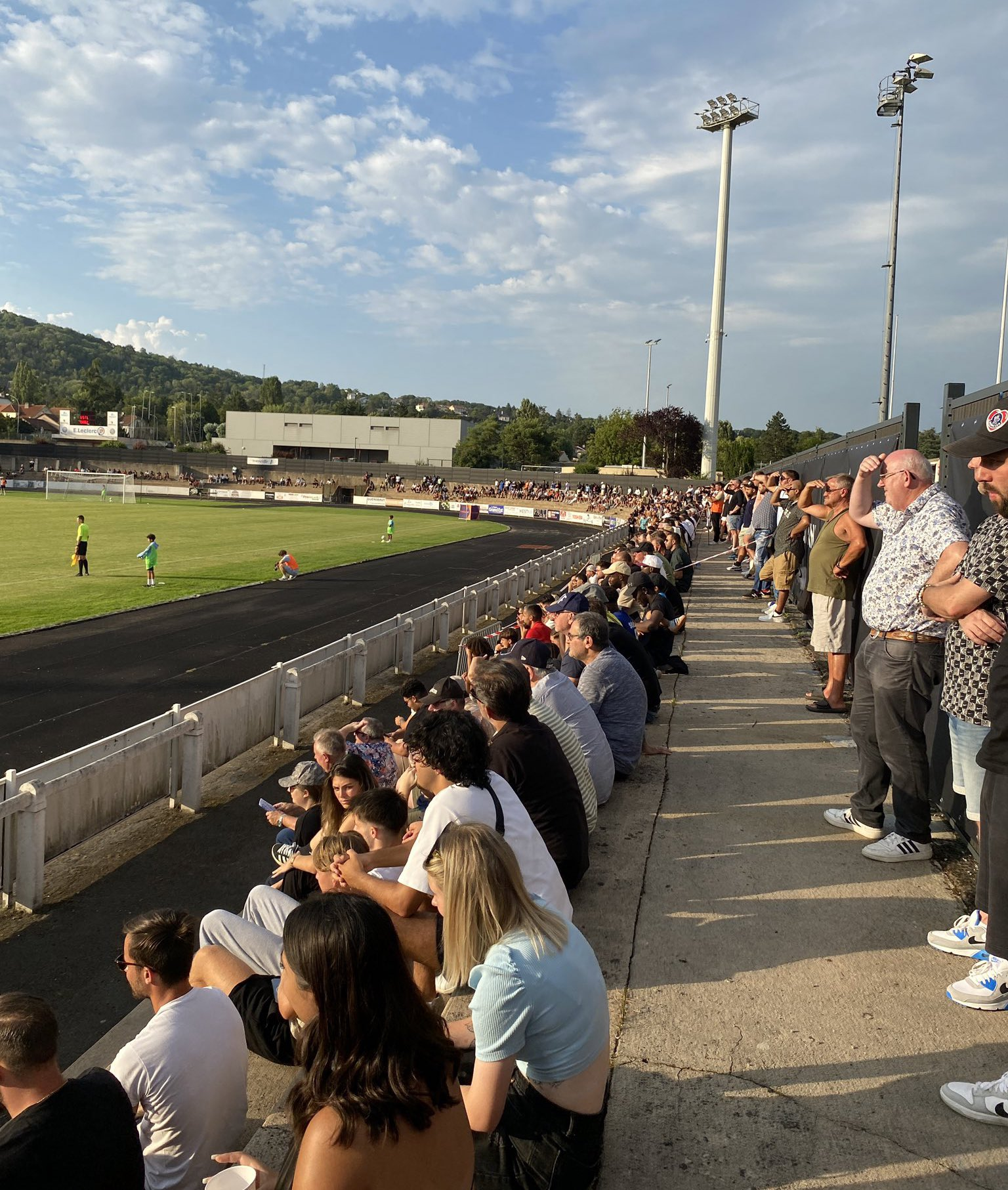
L'un des "virages" du stade de Guentrange lors du match de National 2 face au FC Chambly-Oise

## Événements
Chaque année, le service jeunesse de Thionville organise des activités gratuites pour les enfants de 11 à 17 ans, ainsi, ces derniers peuvent découvrir des sports méconnus lors de séances d’initiation. Au stade de Guentrange, il est possible de faire de l'athlétisme, du lancer de poids et des courses de haies durant cet événement.
En juin 2024, pour les Jeux Olympiques de Paris, la ville de Thionville organise les "mini jeux de Thionville 2024" avec une inauguration et finale au stade de Guentrange avec plus de 600 élèves de la région et du Luxembourg.

## Incident
Le 9 juin 2024, aux alentours de 19h, une rambarde de la tribune centrale du stade s’est effondrée à la fin d’un match entre le TS Bertrange Imeldange et le FC Coume en finale de coupe de Moselle U18. 14 personnes ont été emmenées à l'hôpital pour des soins, 3 d'entre elles pour des fractures à la suite d'une chute d'environ 1m50.
À la suite de cet incident, la tribune du stade est fermée au public lors du début de saison de l'US Thionville Lusitanos en National 2 face au FC Chambly-Oise et à l'US Chantilly. La mairie de Thionville est chargée des travaux.